# OpenSolaris JeOS
OpenSolaris JeOS (произносится "джюс") — дистрибутив на основе OpenSolaris. Этот дистрибутив предлагает минимальный набор средств для запуска системы и предназначен в основном для разработчиков виртуальных машин.
Первым и последним релизом стал 2008.11 JeOS Prototype.

## Спецификация
- Размер 250 МБ
- Оптимизирован для VirtualBox, VMWare ESX и VMWare Server
- Архитектура x86